# Astragalus daenaensis
Astragalus daenaensis är en ärtväxtart som beskrevs av Pierre Edmond Boissier. Astragalus daenaensis ingår i släktet vedlar, och familjen ärtväxter. Inga underarter finns listade i Catalogue of Life.